# Lenexa
Lenexa – miasto w Stanach Zjednoczonych, w stanie Kansas, w hrabstwie Johnson.